# مايا مرسي
مايا مرسي هي سياسية مصرية متخصصة في السياسة العامة، ووزيرة التضامن الاجتماعي بداية من 3 يوليو 2024،  رئيسة المجلس القومي المرأة في مصر للمرأة، وهي أصغر سيدة تتولى هذا المنصب سنا. وقد أصبح الجهاز القومي للمرأة في مصر هيئة مستقلة بموجب قانون والدوائر التي تقدم التقارير إلى رئيس الجمهورية منذ فبراير 2016. قبل انتخابها لقيادة المجلس القومي للمرأة، عملت مرسي كرئيسة إقليمية لقسم النوع الاجتماعي بالمكتب الإقليمي لبرنامج الأمم المتحدة الإنمائي في نيويورك والمركز الإقليمي في عمان قبل أن تتولي منصب المدير القطري لصندوق الأمم المتحدة الإنمائي للمرأة. وقد وُصفت بأنها «واحدة من أفضل خبراء السياسة العامة حول النوع الاجتماعي في مصر، وربما حتى في كل العالم العربي»
تم إنشاء المجلس القومي للمرأة في عام 2000 من قبل الرئيس المصري السابق حسني مبارك بقيادة سوزان مبارك. ثم تم حل مجلس إدارتها بعد الثورة المصرية عام 2011 وأعيد تنظيمه في عام 2012.

## التعليم
حصلت مرسي على شهادة البكالوريوس في العلوم السياسية من الجامعة الأمريكية بالقاهرة عام 1995، وماجستير إدارة الأعمال من جامعة سيتي في سياتل عام 1997، وحاصلة على ماجستير في الإدارة العامة من سياتل في عام 1998. وفي عام 2008 حصلت على درجة الدكتوراه في السياسة العامة من معهد البحوث والدراسات العربية في القاهرة.

## المهنة
عملت مرسي كمسؤول عن مشروع في مصر في منهاج عمل ومراقبة التنمية البشرية المستدامة (1995-1998)، وكمساعد أكاديمي لجامعة مدينة سياتل والأكاديمية العربية للعلوم والتكنولوجيا (1997-1998). كانت مستشارة لمشروع تعليم وتمكين الفتيات التابع لوزارة التعليم المصرية (1998-1999) ؛ ومنسق لمشروع صندوق الأمم المتحدة الإنمائي للمرأة (1999-2000)؛ ومدير البرنامج القطري لصندوق الأمم المتحدة الإنمائي للمرأة (2000-2013). وفي الفترة 2014-2015 عملت كقائدة إقليمية للمساواة بين الجنسين تابعة لبرنامج الأمم المتحدة الإنمائي في المنطقة العربية.

## مؤلفات
و لمرسي العديد من المؤلفات والدراسات عن مختلف قضايا النهوض بالمرأة في مصر والمنطقة العربية، شملت قضايا  مثل الأمن الإنسانى للمرأة العربية، وأسس وضع الموازنات العامة المستجيبة للنوع الاجتماعي، وإدماج النوع الاجتماعي في النشاط الزراعي في مصر، وأسس لتخطيط الحضري المراعي للنوع الاجتماعي، وسبل القضاء على التمييز بين الجنسين وتمكين المرأة العربية تنفيذاً لالتزامات الدول العربية باتفاقية القضاء على كافة أشكال التمييز ضد المرأة (السيداو)، وكذلك سبل تفعيل قرار مجلس الأمن 1325 والخاص بالمرأة والأمن والسلام في السياق العربي. ولها أكثر من 25 بحثا، مقدمة في مؤتمرات ومنشورة في دوريات علمية.